# Köln 75
Köln 75 ist ein deutsch-polnisch-belgischer Spielfilm unter der Regie von Ido Fluk aus dem Jahr 2025. Der Film feierte im Februar 2025 auf der Berlinale seine Weltpremiere in der Sektion Berlinale Special Gala. Die Handlung greift eine Geschichte aus dem Leben der Kölner Musikproduzentin und Konzertveranstalterin Vera Brandes auf, die in den 1970er Jahren erfolgreich Jazz-Konzerte organisierte.

## Handlung
Die Gymnasiastin Vera Brandes lebt in ihrem konservativen Elternhaus in Köln. Sie interessiert sich wenig für die Schule, sondern viel mehr für den Jazz. Abends hält sie sich in Campis Eisdiele oder anderen Kölner Jazzlokalen auf. Im Alter von 16 Jahren bereits organisiert sie für das Ronnie Scott‘s Trio eine Deutschland-Tournee. 1973 reist sie gegen den Willen des strengen Vaters, einem Zahnarzt, zu den Berliner Jazztagen, wo sie erstmals den Jazzpianisten Keith Jarrett sieht und hört. Sie beschließt, ihn für ein Konzert der Reihe New Jazz in Cologne nach Köln zu holen, das sie selbst organisiert.
Für den 24. Januar 1975 bucht die inzwischen 18-Jährige auf eigenes Risiko die Kölner Oper und muss dafür mit 10.000 DM in Vorleistung gehen. Doch technische und logistische Probleme drohen, das Großereignis zum Platzen zu bringen: Statt des verlangten und zugesagten Bösendorfer 290 Imperial Konzertflügels steht nur ein kleiner, nicht gestimmter Stutzflügel bereit, bei dem das Pedal defekt ist und mehrere Tasten klemmen. Der Pianist weigert sich, auf diesem Instrument zu spielen. Es ist bereits der Tag der Veranstaltung und Brandes setzt alle Hebel in Bewegung, um ein besseres Instrument aufzutreiben. Sie findet tatsächlich eines nur unweit entfernt. In letzter Sekunde rät man ihr jedoch vom ruinösen Transport des wertvollen Ersatzpianos ab, stattdessen bringen zwei Klavierstimmer neben der Bühne, während dort schon die Frühabendvorstellung „Lulu“ läuft, das Instrument in bessere Form.
Brandes bittet Jarrett inständig, den Auftritt wahrzunehmen. So findet letztendlich das  Solokonzert statt, das zu einem bedeutenden Ereignis der Musikgeschichte werden sollte: das legendäre und überaus erfolgreiche Köln Concert. Während Jarrett vor 1.400 Zuhörern spielt, hält sich die erschöpfte Brandes in den Nebenräumen der Kölner Oper auf. Versonnen schlägt sie ein Möbeltuch zurück und entdeckt darunter den Bösendorfer Imperial.
Ein weiterer Handlungsstrang erzählt die kräftezehrende nächtliche Anreise von Jarrett und seinem Produzenten Manfred Eicher in einem Renault 4 von Lausanne nach Köln, wobei sie von dem Musikjournalisten Michael Watts begleitet werden.

## Produktion

### Filmstab
Regie führte Ido Fluk, von dem auch das Drehbuch stammt. Die Kameraführung lag in den Händen von Jens Harant, die Musik komponierten Stefan Rusconi und Hubert Walkowski und für den Filmschnitt war Anja Siemens verantwortlich.
In wichtigen Rollen sind Mala Emde als Vera Brandes, John Magaro als Keith Jarrett, Michael Chernus als Michael Watts und Alexander Scheer als Manfred Eicher zu sehen.
Rusconi war zusätzlich zu seiner Rolle als Komponist auch Magaros Handdouble.
Der Song Fließbandbaby manchmal träum ich aus Fließbandbabys Beat-Show von Floh de Cologne wurde in voller Länge im Original verwendet.

### Produktion und Förderungen
Produziert wurde der Film von Sol Bondy und Fred Burle. Köln 75 ist eine Produktion der One Two Films in Koproduktion mit Extreme Emotions (Polen), Lemming Film België (Belgien) und Alamode Filmproduktion. Die Film- und Medienstiftung NRW unterstützte das Projekt mit 750.000 Euro. Weitere Fördergelder kamen u. a. in Höhe von 200.000 Euro vom FFF Bayern, MBB und DFFF. Senderpartner sind der WDR, ARTE und SR.

### Dreharbeiten und Veröffentlichung
Gedreht wurde vom 5. Oktober 2023 bis 3. November 2023 in Köln, Bayern und Łódź. Die Filmszenen, die in der Kölner Oper spielen, wurden im Opernhaus in Łódź gedreht.
Der Film hatte am 16. Februar 2025 auf der Berlinale seine Weltpremiere in der Sektion Berlinale Special Gala. Für den weltweiten Vertrieb ist Bankside Films Ltd. zuständig. In Deutschland ist der Film im Verleih von Alamode, in Österreich im Vertrieb von Polyfilm.
Der Kinostart in Deutschland, Österreich und der Deutschschweiz war am 13. März 2025.

## Rezeption
Die Filmjournalistin Melanie Eckert beschrieb den Film auf Cinescaped.com als „eine stimmige Gesamtkomposition […], die nur so vor Dynamik, Charme und Lebensfreude strotzt“. Besonders hervorgehoben wurde die schauspielerische Leistung von Mala Emde, deren Darstellung von Vera Brandes das Herzstück des Films bilde. Der Film sei nicht nur für Jazzliebhaber ein Genuss, sondern ermögliche auch Neulingen einen „guten Zugang zum Jazz“, indem er die „Kunst der Improvisation“ als zentrales Element (audio-)visuell und dramaturgisch einfange.
Christof Meueler schrieb in nd.Der Tag, Regisseur Ido Fluk habe »Köln 75« "wie einen Truffaut-Film gedreht. Es geht um den Kampf um die großen Gefühle, die nicht behauptet, sondern gezeigt werden."
Eine ausführlichere Kritik unter Hinweis auf die Faktenlage der Story findet sich bei Jazzcity.

## Auszeichnungen und Nominierungen
- 2025: Deutscher Filmpreis, Nominierung in der Kategorie Bester Spielfilm[23]